# Rosa dubovikiae
Rosa dubovikiae är en rosväxtart som beskrevs av Mironova. Rosa dubovikiae ingår i släktet rosor, och familjen rosväxter. Inga underarter finns listade i Catalogue of Life.